# Rondò n. 1 (Chopin)
Il Rondò in Do minore  op. 1 è una composizione per pianoforte di Fryderyk Chopin scritta a Varsavia nel 1825 a soli 15 anni. 

## Storia
Il Rondò in Do minore non è la prima opera di Chopin; vi sono almeno una decina di brani scritti dal giovane musicista in precedenza, ma questa è la prima di una certa struttura e durata, tale da poter essere pubblicata. La prima casa editrice a darlo alle stampe fu quella di Andrzej Brzezina a Varsavia nel giugno 1825, ma senza dare un numero d'opera. Nel 1836 Chopin, ormai residente a Parigi, decise di farlo pubblicare con il numero d'opus 1, come evidentemente aveva già stabilito da tempo, avendo però già dato alle stampe opere importanti come gli Studi op. 10 o la Ballata op. 23. L'edizione fu a cura degli Schlesinger, a Berlino e a Parigi. L'autore dedicò il Rondò a madame Luiza Nasbaum, moglie di Samuel Linde, preside del liceo dove insegnava Nicolas Chopin, padre del musicista.
Il brano fu eseguito in pubblico dal musicista probabilmente nel corso di un concerto di beneficenza tenuto nel mese di agosto 1825 a Reinertz in Slesia dove il giovane Fryderyk e la sorella Emilia furono mandati a fare la cura delle acque.

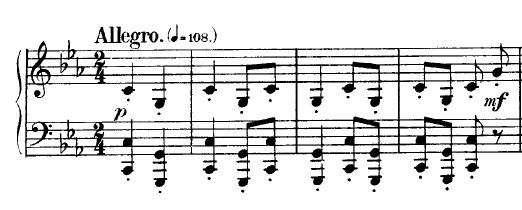
Battute iniziale del Rondò op. 1

## Analisi
Il Rondò in Do minore, benché opera giovanile, ha già un'impronta personale; lavoro di non grande elaborazione né di spessore, si stacca comunque dalle piccole composizioni precedenti. L'opera si presenta a cinque sezioni, secondo lo schema ABACA (A espone il tema principale, B e C le strofe) ed è scritto su tre temi. Il brano però ha ancora una struttura non ben definita in quanto episodi di puro abbellimento separano i tre temi, tanto da far sembrare sette le sezioni. La composizione ha un carattere brillante con l'indicazione agogica Allegro; i motivi hanno una buona cantabilità, anche se ancora non raggiungono la grande espressione melodica delle opere successive. La capacità compositiva è già notevole ed è di grande interesse notare con quanta naturalezza il giovane musicista riesca a passare da una modulazione all'altra, utilizzando per di più tonalità inconsuete.
Nonostante la precoce età del compositore, la leggerezza e trasparenza dei passaggi virtuosistici non sono di facile resa esecutiva.